# Erwählte Pleißenstadt, BWV 216a
Erwählte Pleißenstadt (en español, Elegida Leipzig, literalmente: Ciudad elegida sobre el [río] Pleiße), BWV 216.2 (anteriormente BWV 216a), es una cantata secular compuesta por Johann Sebastian Bach.
Fue una cantata de homenaje para el ayuntamiento de Leipzig y se representó por primera vez en 1728 o posteriormente. El texto, que es posiblemente de Picander, sobrevive. La música se perdió, pero hay una partitura para su reconstrucción parcial. Se sabe que la obra fue una parodia de Vergnügte Pleißenstadt, BWV 216, una cantata nupcial con texto de Picander que se representó en 1728. La cantata nupcial sobrevive parcialmente.
El clavecinista Alexander Grychtolik reconstruyó Erwählte Pleißenstadt a partir del boceto del libreto y fragmentos de notación redescubiertos en 2003 entre los papeles póstumos de un pianista japonés. Se realizó una grabación en Deutsche Harmonia Mundi en 2017.